# Дорджи Намгьял
Дорджи Намгьял (англ. Dorji Namgyal) — пенлоп (правитель) Бутана с 1831 по 1832.

## Биография
Работал в качестве государственного служащего с ранних лет и, в конце концов, стал правителем (пенлопом) дзонга Тонгса, куда был назначен в 1832 году. Умер во время ремонта дзонга Пунакха, который был уничтожен огнём во время гражданской войны.
Намгьял Дордже тоже сопровождал Ринпоче в его последнем паломничестве. По его словам, все они тогда ещё верили, что смогут вернуться в Тибет.
Намгьял Дордже выбрал подходящий момент – это было во время того, как Ринпоче вместе с Дзогченом Понлопом и Шестнадцатым Кармапой фотографировались под деревом Бодхи, – чтобы обратиться к этим трём великим мастерам сразу.
Он подошёл, выразил своё почтение, совершив по три простирания перед каждым из них, и начал говорить:
– Вы сами знает, что, убив столько людей, я накопил огромное количество дурной кармы, поэтому я не буду лишний раз на это сетовать. Великие мастера – а именно великими мастерами вы, безусловно, являетесь – всегда говорят, что негативную карму можно очистить, если признать свои поступки и раскаяться в них. Поэтому сегодня в вашем присутствии я хочу раскаяться в своих негативных деяниях, поднести простирания и трижды повторить молитву «Признание нарушений». Прошу вас, пожалуйста, помолитесь обо мне – о том, чтобы я смог очистить свою дурную карму. Я также очень прошу вас: пожалуйста, подтвердите, что моя дурная карма будет очищена и я сумею благодаря этому избежать низших уделов в своей будущей жизни.
Кармапа сказал ему, что от него требуется лишь раскаяться, и тогда всё образуется само собой. Однако Кармапа всем так говорил, и Намгьялу Дордже подобного заверения было недостаточно. Поэтому он обратился к Кхьенце Чокьи Лодро:
– Драгоценность, исполняющая желания, уже уверил тебя, что всё будет хорошо, – сказал ему Ринпоче. – Он сам, да и я с ним, помолимся за тебя, поэтому сейчас мы последуем совету, который дал Йишин Норбу, а ты давай начинай повторять молитву «Признание нарушений».
Намгьял Дордже повторил молитву три раза и снова совершил по три простирания перед каждым из мастеров.
«Джамьянг Кхьенце Чокьи Лодро. Жизнь и эпоха»